# Miogypsinidae
Miogypsinidae es una familia de foraminíferos bentónicos de la superfamilia Rotalioidea, del suborden Rotaliina y del orden Rotaliida. Su rango cronoestratigráfico abarca desde el Oligoceno medio hasta el Mioceno inferior.

## Descripción
Presentan conchas triangulares o discoidales, con un embrión bilocular, un estadio nepionte espiralado (plani- o trocoespiralado) y un estadio adulto con un plano de camarillas alargadas ojivales. El embrión no se ubica en el centro de la concha, sino en una posición asimétrica. Presentan sistema de canales, con estolones uniendo las camarillas.

## Clasificación
Miogypsinidae incluye a los siguientes géneros:
- Lepidosemicyclina †
- Miogypsina †
- Miogypsinita †
- Miogypsinoides †
- Miolepidocyclina †

Otros géneros considerados en Miogypsinidae son:
- Boninella †
- Conomiogypsinoides †, aceptado como Miogypsinoides
- Flabelliporus †, aceptado como Miogypsina
- Heterosteginella †, considerado sinónimo posterior de Miolepidocyclina
- Heterosteginoides †, aceptado como Miolepidocyclina
- Miogypsinella †, considerado subgénero de Miogypsina, Miogypsina (Miogypsinella), pero considerado nomen nudum
- Miogypsinitella †, aceptado como Miogypsina
- Miogypsinopsis †, aceptado como Miogypsinoides
- Paleomiogypsina †
- Tania †